# 3, 2, 1 ¡A ganar!
3, 2, 1 ¡A ganar! fue un programa de televisión de entretenimientos de Argentina, conducido por Marley. Se emitió del 1 de febrero al 26 de noviembre de 2010 por la pantalla de Telefe. El día de su debut marcó un rating de 13,9 puntos.

## Historia
El programa consta de varios juegos donde los participantes deben demostrar su destreza física y sus habilidades de estrategia, además de intervenir el azar. También se realizan juegos telefónicos, donde las personas participan por distintos premios como raciones de queso y botellas de vino. El principal premio del programa era un viaje al Mundial de Fútbol de Sudáfrica 2010. Una vez iniciado el mundial, el premio mayor es un viaje a Orlando, Florida, Estados Unidos.
Su horario original comenzó siendo de lunes a viernes de 21:15 a 22:30. A partir del 19 de abril de 2010, es de lunes a jueves de 18:00 a 19.00 y los viernes de 18:00 a 20:00. El cambio de horario se debe al reacomodamiento de la programación de Telefe tras la salida de "Niní" a las 18:00 y el regreso de "Justo a tiempo" a las 21:15.
Entre el 23 de agosto y el 30 de agosto de 2010 se transmitió desde la ciudad turística de Las Leñas en Mendoza, con juegos de nieve debido a la temporada invernal.
El programa no salió al aire entre los días 27 de octubre y 29 de octubre de 2010 debido al duelo nacional por la muerte del expresidente Néstor Kirchner.
"3, 2, 1 ¡A ganar!" finalizó el 26 de noviembre de 2010, con 211 emisiones al aire, comenzando a emitir la novela de Nick, "Sueña conmigo".

## Personal
El programa es conducido por Marley. Es relatado por la voz en off de Osvaldo Príncipi y por la locutora Carla Bonfante. Además, el programa tiene dos ayudantes para los juegos, que son Leandro Alimonti y Noelia Marzol.
También cuenta con las presencias de Mauricio Trech como el gorila "Ringo" y Nazareno Móttola, que realizan la parte cómica del programa. Desde junio de 2010, se incorporó, también en humor, al Bicho Gómez. Además, participan también Fernando Colombo, del equipo de producción del programa, que realiza distintos papeles cómicos en los cuales siempre es llamado el "Viejo", y Julián Cavero como "Atilio", remisero encargado de llevarse al participante que resulte perdedor en el juego final.